# Biserica romano-catolică din Dudeștii Vechi

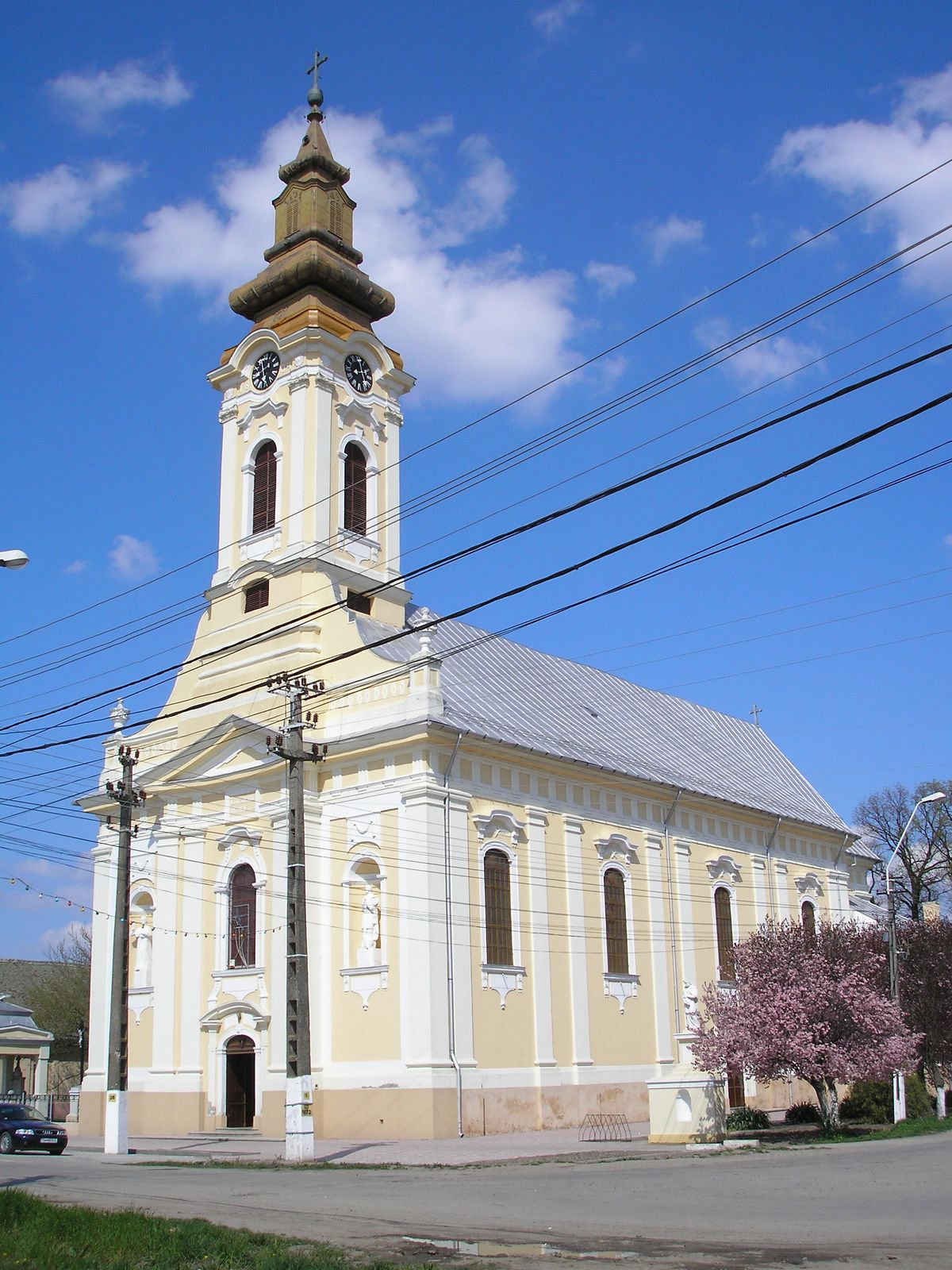

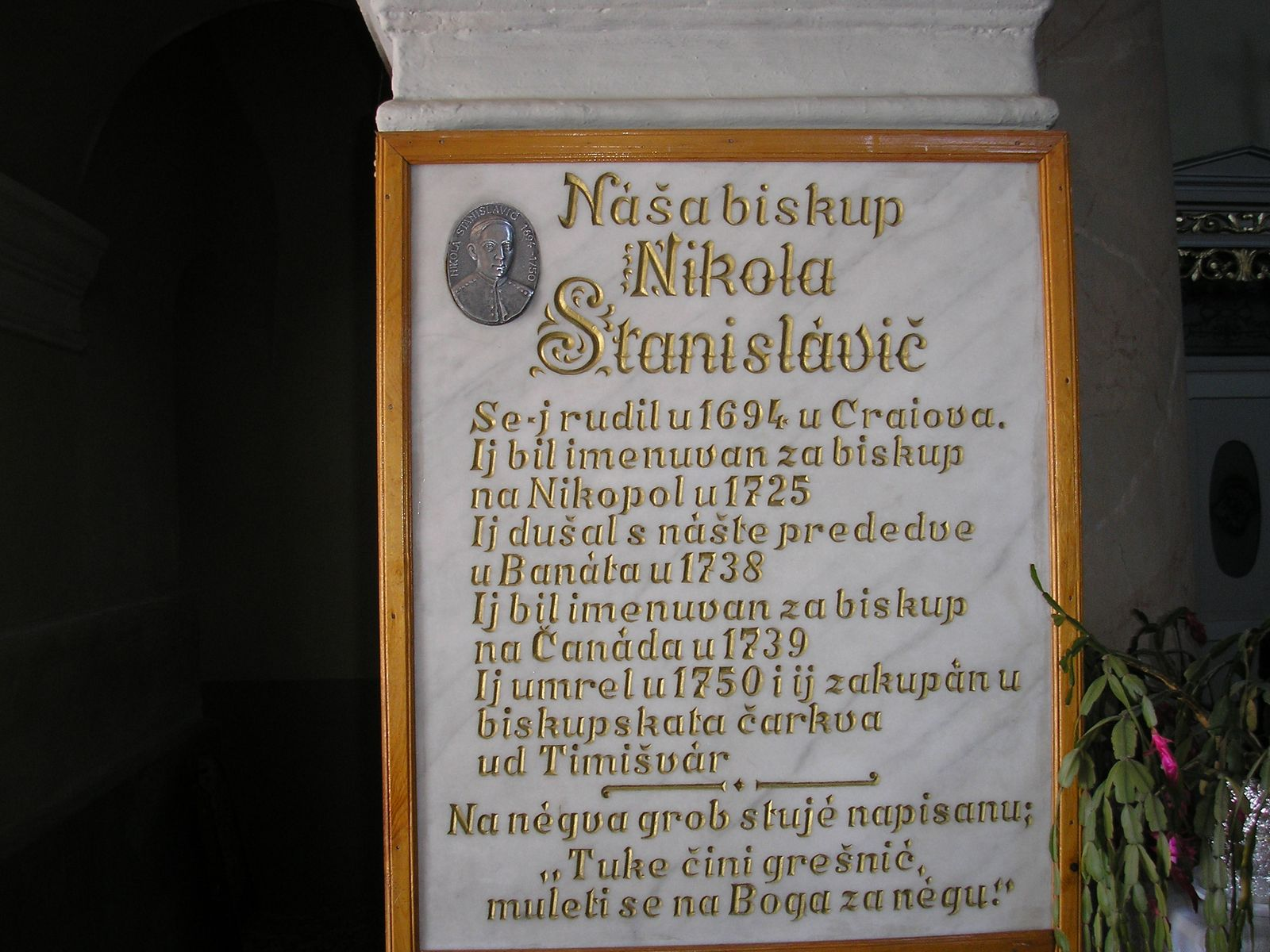
Placă memorială în amintirea episcopului Nikola Stanislavich

Biserica Adormirii Maicii Domnului din Dudeștii Vechi (în bulgară Star Bisnov) a fost construită în anul 1804 de către bulgarii pavlicheni, locuitori ai comunei Dudeștii Vechi, bulgari catolici care s-au stabilit în Banat în anul 1738. Biserica aparține Diecezei de Timișoara. 
Edificiul are o lungime de 45 de metri și o lățime de 15 metri, iar pereții au grosimea de 1 m. Sanctuarul are o lungime de 15 m și o lățime de 10 m. În fiecare parte a bisericii există câte 4 stâlpi care susțin cele 3 cupole iar în sanctuar există alți 4 stâlpi care susțin cupola de deasupra altarului principal.
Altarul principal, ornamentele din lemn de deasupra lui precum și cele două statui laterale suflate în aur sunt făcute la Budapesta. Deasupra altarului principal se găsește un tablou reprezentând-o pe Sfânta Fecioară, pictat în ulei și adus din Viena.
Din regiunea Tirol (Austria) au fost comandate altarele laterale și statuile de deasupra lor și au fost făcute de Ferdinand Stuflesser din Oisei. Statuile care se găsesc pe pereții bisericii au fost făcute de Jozu Runggaldier. Băncile au fost aduse din Kikinda după sfințirea bisericii iar orga care se păstrează și astăzi a fost cumpărată din Germania în 1812. Ea are 20 de registre și 980 de fluiere.
Enoriașii actuali provin în mare parte din bulgarii pavlicheni care au fost convertiți cu ajutorul franciscanilor. Limba liturgică este bulgara veche.

## Monument istoric
Biserica romano-catolică "Sf. Maria” este declarată monument istoric, cod LMI TM-II-m-A-06222.